# Skrajna Durna Baszta
Skrajna Durna Baszta (słow. Predná pyšná bašta) – turnia w środkowym fragmencie Durnej Grani w słowackiej części Tatr Wysokich. Na północy graniczy z Pośrednią Durną Basztą, od której oddziela ją Niżni Durny Karb, natomiast na południe od Skrajnej Durnej Baszty położone są Durne Rogi, oddzielone Wyżnią Durną Szczerbą. Skrajna Durna Baszta jest stosunkowo rozłożysta, a jej wierzchołek znajduje się tuż ponad Niżnim Durnym Karbem.
Turnia jest wyłączona z ruchu turystycznego. Zachodnie stoki Skrajnej Durnej Baszty opadają do Spiskiego Kotła, natomiast wschodnie do Klimkowego Żlebu – dwóch odgałęzień Doliny Małej Zimnej Wody i jej górnego piętra, Doliny Pięciu Stawów Spiskich. Drogi dla taterników prowadzą na wierzchołek granią od południa lub od północy oraz z Klimkowego Żlebu i Spiskiego Kotła. Najdogodniejsza droga prowadzi od strony Klimkowego Żlebu. Przejście ścianą zachodnią jest bardzo trudne i prowadzi dużym kominem lub północno-zachodnim filarem.
Pierwsze wejścia na Skrajną Durną Basztę miały miejsce przy okazji pierwszych przejść Durnej Grani.

## Przypisy

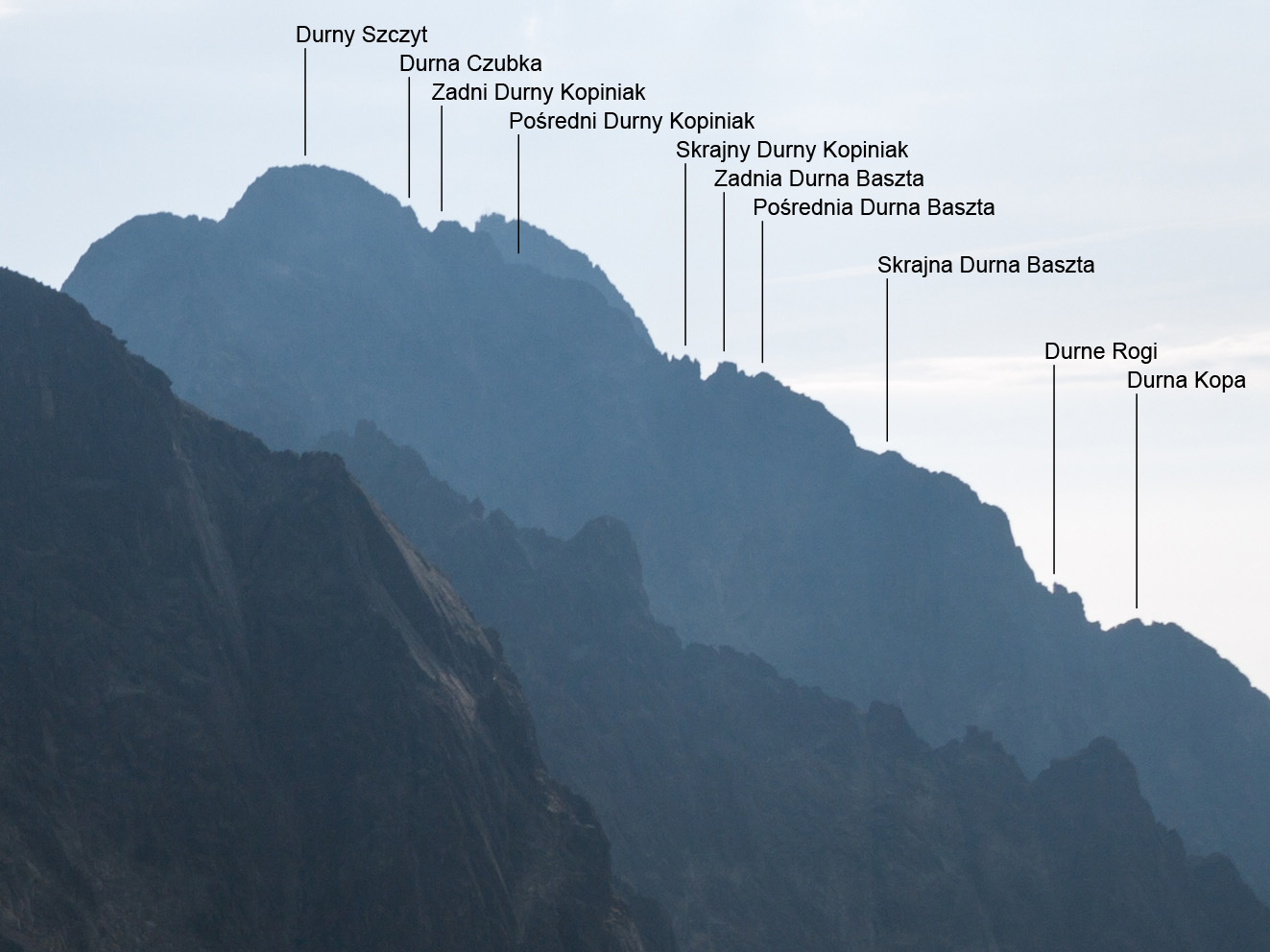
Widok na Durną Grań ze Śnieżnego Zwornika